# Désiré Rakotoarijaona
Le général de division Désiré Rakotoarijaona est né le 19 juin 1934 à Andravoahangy-Antananarivo, il est marié et père de 5 enfants. Il porte le grade de général de division de la Gendarmerie nationale. L'officier supérieur est un ancien Premier ministre de Madagascar, un homme d'État malgache. Il est nommé Premier ministre par le président Didier Ratsiraka en remplacement de Justin Rakotoniaina. Il occupa ce poste du 31 juillet 1977 au 12 février 1988, où il fut alors remplacé par Victor Ramahatra par le Président Didier Ratsiraka. Il fut également candidat à l’élection présidentielle de 1996, après laquelle il se retirera progressivement de la vie politique.

## Cursus scolaire
Il a commencé ses études primaires en janvier 1942 à l’École Publique de Besarety Antananarivo à l'âge de huit ans, puis ses études secondaires à l'École Adventiste-Ankadifotsy où il a obtenu son C.E.P.E et C.E.S.D. Ses parents l'ont encouragé à poursuivre ses études a l’institution Sainte Famille et il a obtenu son Brevet Élémentaire.

## Carrière militaire
Sa carrière militaire commence en 1964 en suivant une formation à Fort Duchène Brigade de Gendarmerie-Andrefan’Ambohijanahary. Suivant les affectations successives: Brigade Antsirabe, École des officiers de la gendarmerie Moramanga, il est nommé commandant de la Compagnie de Gendarmerie de Miarinarivo. Il a effectué ses études militaires à l’École des officiers de Melun (France), puis à l’école Militaire d’Administration de Montpellier, ensuite à la faculté de Droit et des Sciences Économiques de l'université d'Antananarivo (Madagascar). Il devient successivement chef du service Matériel de la Gendarmerie National en 1969, commandant du  Centre  d’Administration de la Gendarmerie Nationale depuis 1972, jusqu’en février 1975, date à laquelle il a accédé à la carrière politique comme ministre des Finances du gouvernement Ratsimandrava. Depuis juin 1975, il est membre du Conseil Suprême de la Révolution.
Homme de terrain par des aspects différents et multiples, le général de division Désiré Rakotoarijaona n’a jamais ménagé ses efforts pour sensibiliser les masses laborieuses.

## Religion
Le Général de Division, Désiré Rakotoarijaona a commencé à se retirer progressivement de la scène politique en 1996.  Il est désormais devenu un illustre théologien au sein de l’Eglise protestante réformée. L’ancien Premier ministre a suivi une formation de six ans à l’Université Ravelojaona à Ambatonakanga où il a étudié la « Filiera Teolojika hoan’ny Laika » et le « Sehatra Teolojika ho an’ny Laika ». En outre, après avoir suivi un an de formation à Talatan’Ivolonondry, il est désormais un « Mpiandry FJKM ». A 81 ans, cet Officier Général est encore très actif au sein du SEFIP, branche FJKM, où il est actuellement le Co-président laïc. En effet, il contribue à la prise de décision au sein de cette commission chargée de la vie nationale au sein de la FJKM.